# Wubanoides fissus
Wubanoides fissus är en spindelart som först beskrevs av Kulczynski 1926.  Wubanoides fissus ingår i släktet Wubanoides och familjen täckvävarspindlar. Inga underarter finns listade i Catalogue of Life.